# Lalo Grosso Burnham
María del Rosario Grosso Burnham de Macpherson (también conocida como Mari Lalo) (Provincia de Cádiz- 1932) es una escritora española.
Especializada en temas de gastronomía, ha colaborado en la Academia de Gastronomía de España y en la Cofradía de la Buena Mesa.

## Obras
Ha escrito en numerosas revistas españolas y extranjeras. Destacan sus obras sobre el vino de Jerez
El vino de Jerez en la Cocina Universal
Cocinando con Jerez.
Cocinar a bordo con fortuna (La cocina en los espacios reducidos) 
Haciendo cocina: diccionario práctico de elementos y recetas